# إيجير (أسطورة)
إيجير (بالإنجليزية: Aegir)‏ هو رب البحر في الميثولوجيا الشمالية الإسكندنافية. كان البحارة يعبدونه ويخافونه في الوقت نفسه، لاعتقادهم أن إيجير قد يظهر على السطح ويأخذ السفن والرجال والحمولة معه إلى قاعته في قاع المحيط. كانت الأضاحي، وبالأخص المساجين، تنحر قبل الإبحار.
زوجته ربة البحر ران Ran التي أنجبت تسع بنات (العذاري المائجات) اللواتي يرتدين خُمُرَاً وأثوابا بيضاء. وخادماه المخلصان هما إلدير Eldir وفيمافينغ Fimafeng. وقد أقدم الرب الخائن لوكي على قتل الأخير أثناء احتفال الآلهة في القاعة الموجودة في قاع البحر بالقرب من بحيرة هلير Hler (أو هلیسي Hlesey). إيجير اشتهر بكرمه السخي الذي يقدمه لبقية الآلهة.

## معرض صور

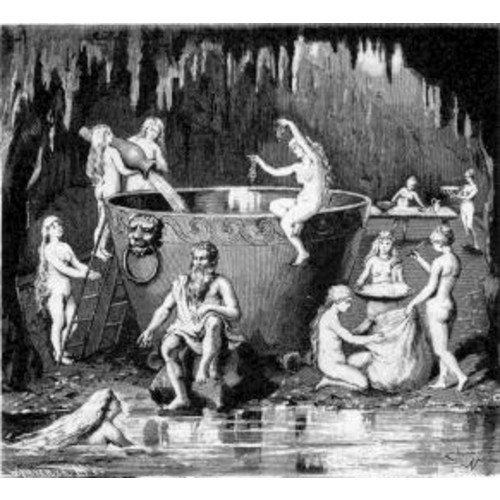
إيجير وزوجته ران وبناتهم التسعة
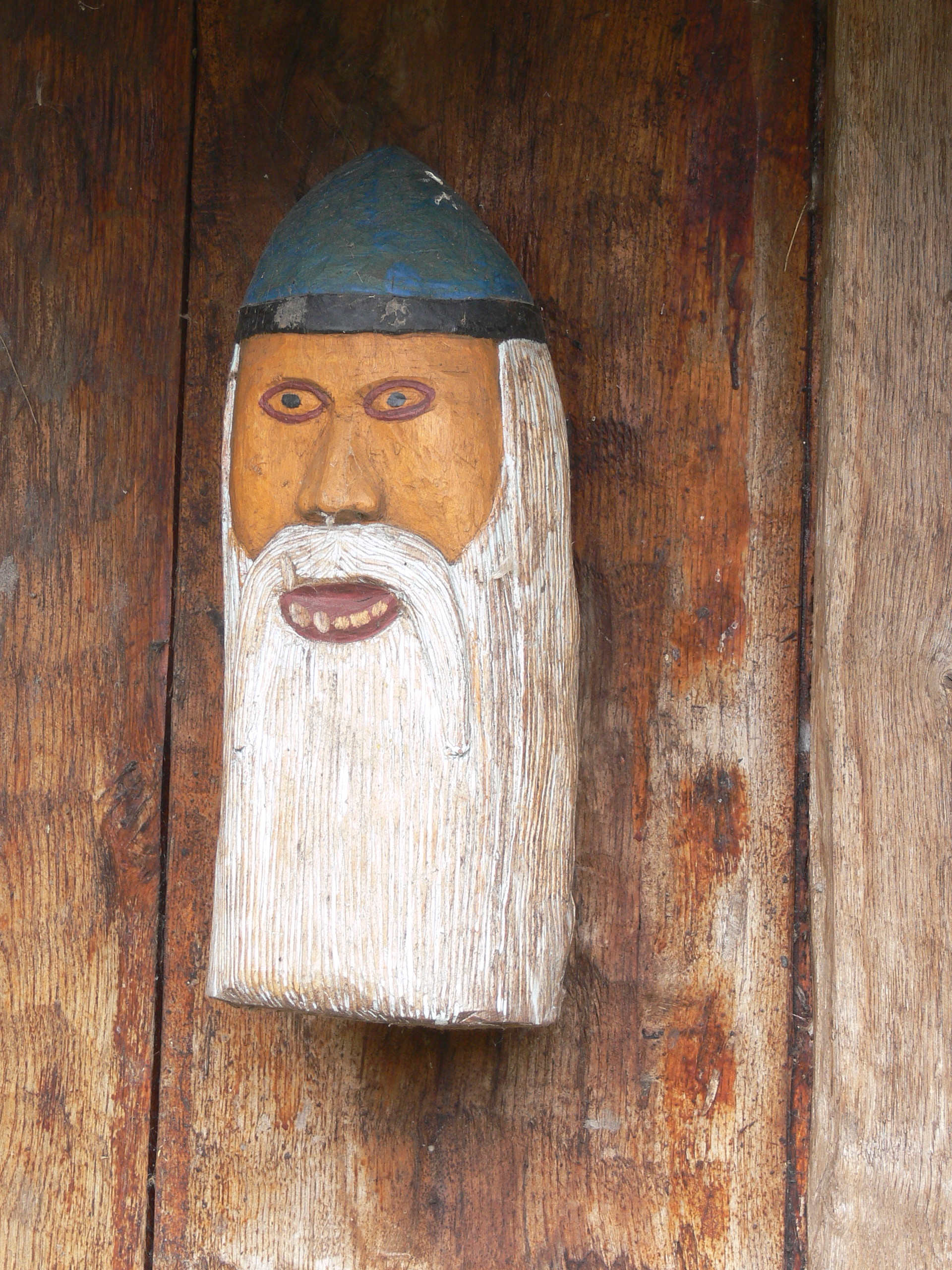
إيجير، متحف ويكنجر
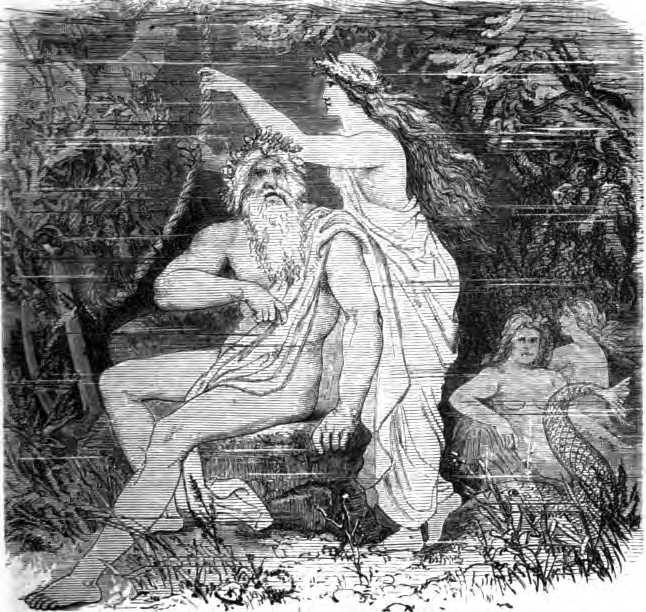
ران وإيجير وهو يستريح على صخرة وخلفهم بناتهم